# Randall Collins
Randall Collins, ameriški sociolog, * 29. julij 1941, Knoxville, Tennessee, ZDA.
Velja za enega vodilnih ameriških socioloških teoretikov. Poznan je po delu Sociologija filozofije:  (The Sociology of Philosophies: globalna teorija intelektualnih sprememb (A Global Theory of Intellectual Change, 1998), v kateri s sociološkega vidika analizira razvoj svetovnih filozofij in zgodovine intelektualne dejavnosti.
Poučeval je na številnih pomembnih univerzah po vsem svetu in njegova akademska dela so prevedena v različne jezike. Collins je trenutno profesor sociologije na Univerzi Pennsylvanije. Je vodilni sodobni sociološki teoretik, katerega področja vključujejo makrosociologijo političnih in ekonomskih sprememb. Večino svojih raziskav je namenil preučevanju družbe (kako nastane oz. propade s čustvenim vedenjem človeka). Je eden glavnih ne-marksističnih konfliktnih teoretikov v ZDA in je bil v univerzitetnem letu 2010/11 predsednik Ameriškega sociološkega združenja.

## Življenje in izobrazba
Collins je v mladosti kar nekaj let preživel v Evropi, saj je bil njegov oče član vojaške obveščevalne službe med drugo svetovno vojno in tudi član Državnega sekretariata (State Department). Po drugi svetovni vojni je z družino živel v Nemčiji, kasneje pa so se preselili v Moskvo in nato še v Urugvaj.
Po preselitvi v ZDA je v Novi Angliji obiskoval angleško pripravniško šolo, kasneje pa diplomiral na Harvardu, kjer ga je poučeval pomemben sociolog Talcott Parsons. Na Stanfordu je magistriral iz psihologije (1964) in kasneje še doktoriral iz sociologije na Berkeleyju (1969). Čeprav se ni strinjal s Parsonovo funkcionalistično teorijo, za katero menil, da je, da je družbeno konzervativna, je spoštoval ugled njegove teorije in ga posnemal v njegovih kasnejših letih. Collins je želel študirati človeška spoznanja, vendar je bil zaposlen v laboratoriju za proučevanje podgan in spoznal, da bi raje študiral sociologijo, kot pa se ukvarjal z eksperimentalnim delom.
Medtem ko je bil na Berkeleyju je Collins sodeloval pri protestih v kampusu, gibanju svobodnega govora in proti vojnem gibanju. 3. decembra leta 1964 je bil Collins aretiran zaradi vključitve v Free Speech Movement skupaj z več kot 600 protestniki.
Tu je tudi naletel na veliko vplivnih sociologov. Sodeloval je z Josephom Ben-Davidom, izraelskim sociologom s Hebrejske univerze v Jeruzalemu. Ta mu je tudi pomagal pri njegovem prebojnem delu Sociologija filozofij (The Sociology of Philosophies).
V konfliktno teorijo nemškega sociologa Maxa Webra ga je uvedel nemški sociolog Reinhard Bendix, nadaljevalec tradicije Webrove sociologije. V svoji zgodnji karieri je Collins rekel: "Bil sem del generacije mladih sociologov, ki so prelomili s funkcionalistično teorijo in se približali konfliktni teoriji." Pozneje je napisal poglavje za Bendixovo delo Država in družba (State and Society). To delo je omogočilo, da je Collins kasneje združil te teorije z mikrosociologijo Ervinga Goffmana, kar je privedlo do objave Collinsove Konfliktne sociologije (Conflict Sociology) leta 1975 in kasneje v Interaktivne ritualne verige (Interaction Ritual Chains, 2004). Goffman je bil tudi eden od Collinsovih profesorjev, ko je ta obiskoval Berkely.
Collinsov mentor za disertacijo je bil organizacijski in industrijski sociolog Harold Wilensky. Promoviral je z delom Education and Employment: Some Determinants of Requirements for Hiring in Various Types of Organizations, kasneje pa so ga leta 1979 objavili kot Družba diplom: zgodovinsko sociološka študija izobraževanja in razslojevanja (The Credential Society: A historical sociology of education and stratification). V Berkeleyju je Collins sodeloval tudi s Herbertom Blumerjem, Philipom Selznickom in Leom Lowenthalom.

## Kariera
Najprej je dobil profesuro na Berkeleyju. Sledile so mu še številne druge univerze (Univerza Wisconsina–Madison, Univerza Kaliifornije, Univerza Pensilvanije). V letih 1977–1978 in 1982–1985 je naredil krajša premora in se preizkusil tudi kot romanopisec. Prav tako je bil gostujoči profesor na univerzah v Chicagu, na Harvardu in v Cambridgeu ter v različnih šolah po Evropi, na Japonskem in Kitajskem. Collins je objavil skoraj sto člankov od zaključka svojega dodiplomskega izobraževanja. Prav tako je napisal kar nekaj knjig o odkrivanju družbe in sociologije zakonske zveze ter družinskega življenja.
Ko se je Collins upokojil, je Univerza Pensilvanije naredila konferenco v njegovo čast. Vodilni znanstveniki s področja sociologije so imeli govor, med njimi Elijo Anderson, Paul DiMaggio, David R. Gibson, Michèle Lamont, Jonathan Turner in Viviana Zelizer.

## Delo
Collins je socialni znanstvenik, ki meni da je teorija bistvenega pomena za razumevanje sveta. Rekel je: "Bistvo znanosti je ravno teorija ... posplošeno in skladno telo idej, ki razlagajo obseg variacij v empiričnem svetu v smislu splošnih načel". To je Collinsov način preučevanja družbenega sveta, ki poudarja vlogo in interakcijo večjih družbenih struktur. Večino svoje kariere je namenil raziskavam družbe. Proučeval je, kako interakcija človeka v skupnosti vpliva na njegovo vedênje. Menil je, da je najpreprostejša razlaga radikalnega vedênje in dejanj čustvena energija. Pravi, da je to količina čustvene moči, ki teče skozi svoja dejanja in se ne nanaša na eno posebno čustvo. Collins poudarja tudi pomen ljudi v skupnosti in vpliv, ki ga ima ta na vedênje.
Trdil je, da spolni odnosi, kajenje in socialna stratifikacija in še veliko drugega v našem družbenem življenju poganja skupna sila, interakcijski rituali. Njegova Interaktivne ritualne verige je glavno delo sociološke teorije, ki poskuša razviti "radikalno mikrosociologijo". Bil je mnenja, da uspešni rituali ustvarjajo simbole članstva v skupini in črpajo posameznike s čustveno energijo, medtem ko neuspešni rituali izčrpajo čustveno energijo.
Vsaka oseba gre iz situacije v situacijo, ki je usmerjena v tiste interakcije, kjer jim njihov kulturni kapital daje najboljši izkupiček čustvene energije. Tudi razmišljanje je mogoče razložiti z internalizacijo pogovorov v toku situacij; posamezniki so temeljito in nenehno socialni, zgrajeni od zunaj navznoter. Teorija interakcijskih ritualnih verig (Interaction Ritual Chains) je bila posledica njegove navdušenosti nad teorijo ritualov Emila Durkheima, ki jo je v svoji knjigi Elementarne oblike religijskega življenja izpostavila konfliktna teorija Maxa Webra in z mikrosociologija Ervinga Goffmana. Bil je zelo navdušen nad družbenimi vedami, vključno s študijami menedžmenta, kreativnega turizma, mednarodnih odnosov in kulturne paragmatike Jeffreya C. Alexandra. Številne empirične študije so prav tako uporabljale interakcijsko teorijo rituala, na primer, da bi raziskale, kako se posamezne institucije vzdržujejo, ter kako spletne strani uporabljajo ritualne verige interakcij, da bi oblikovale identiteto svojih uporabnikov. Zanimalo jih je tudi, kako diplomati vzpostavljajo izmenjevalne programe, da povabijo tuje elite v svoje države.
Collins je tudi trdil, da nasilje nasprotuje medčloveškemu povezovanju. To je izjema in ne pravilo - ne glede na osnovne okoliščine ali motive. To je v nasprotju s pojasnili socioloških znanstvenikov, da je nasilje pod določenimi pogoji sestavni del družbe, kot je v primeru revščine, rasnega ali ideološkega sovraštva, družinskih patologij.

## Veščine delovne sile
Collins odpira vprašanja o izobrazbenih potrebah delovne sile v razvitih industrijskih družbah. Randall Collins iz pregleda študij, ki analizirajo odnos med izobraževanjem in gospodarstvom sklepa, da le manjši del razmaha izobraževanja v razvitih družbah služi zahtevam industrije po spretnostih, usposabljanju in znanju. Ko je Collins leta 1971 pisal o ameriški družbi, je trdil, da lahko le petnajst odstotkov povečanja izobraževanja ameriške delovne sile v dvajsetem stoletju pripišemo premikom v poklicni strukturi (padec deleža služb), ki zahtevajo nižje kvalifikacije, in porastu v deležu služb, kjer so zahtevane visoke kvalifikacije. Bil je mnenja, da nekateri poklici, kot npr. zdravnik, vodovodar, menedžer in administrativni delavec danes potrebujejo več znanja in spretnosti kot so na prelomu stoletja. Trdi: »Zdi se, da se je izobrazbena stopnja ameriške delovne sile spremenila v toliko, da bi sledila veščinam, ki jih dela zahtevajo.« Njegov končni sklep je, da je prispevek izobraževanja h gospodarskemu sistemu precenjen. Vsi sociologi pa se z njim ne strinjajo, temveč menijo, da je izobraževanje v razvitih industrijskih gospodarstvih vedno bolj pomembno.

### Monografije
- 1975 - Conflict Sociology: Toward an Explanatory Science
- 1979 - The Credential Society: An Historical Sociology of Education and Stratification
- 1986 - Weberian Sociological Theory
- 1988 – Theoretical Sociology
- 1992 - Sociological Insight: An Introduction to Non-Obvious Sociology 2nd ed.
- 1994 - Four Sociological Traditions
- 1998 - The Sociology of Philosophies
- 1999 - Macro-History
- 2004 - Interaction Ritual Chains
- 2008 - Violence: A Microsociological Theory
- 2015 - Napoleon Never Slept, with Maren McConnell
- Ali ima kapitalizem prihodnost?- Soavtor z Immanuelom Wallersteinom

### Prevedeno v slovenščino
Ali ima kapitalizem prihodnost.  (prevedli Ana Kralj in Zoja Skušek). ISBN 978-961-257-055-2
Max Weber, kratek oris, 2009. ISBN 978-961-6620-09-3

### Romanopisje
Roman The Case of the Philosopher's Ring (Primer filozofskega obroča)

## Nagrade
- Priznanje za najboljšo knjigo leta 1999 za: Sociologijo filozofije.
- Letna nagrada za znanstveno založništvo (v kategoriji sociologija in antropologija) leta 1999 za: sociologijo filozofije.
- Leta 2000 je bila njegova knjiga Sociologija filozofije med desetimi najboljšimi.
- Leta 2002 je za knjigo Sociologijo filozofij dobil nagrado Ludwika Flecka.
- Nagrada za najboljšo knjigo leta 2011 za: Nasilje: mikro-sociološka teorija.

## Zanimivosti
- Kot mladenič je prebiral celotne enciklopedije in zelo rad je bral literaturo (prav tako tudi zdaj), pustolovske zgodbe in stripe. Rad ima filme (predvsem klasike, kot npr. Casablanca), gledal pa je tudi filme, v katerih so nastopali superjunaki.
- Je mnenja, da ljudje vidijo svet, ki je poln klišejev in da je trend korektnosti v politiki konformističen.
- Opredeljuje se za budista.
- Ko je študiral psihologijo na Stanfordu, je pogosto eksperimentiral na podganah, njihove možgane so spodbujali z elektrodami.